# IC 1308
IC 1308 је дио галаксије (напримјер сјајан HII регион) у сазвјежђу Стријелац која се налази на листи објеката дубоког неба у Индекс каталогу.
Деклинација објекта је - 14° 43' 17" а ректасцензија 19h 45m 5,2s. IC 1308 је још познат и под ознакама LBN 83.